# Giorno del Risveglio
Il Giorno del Risveglio è la festività buddista che commemora il giorno in cui il Buddha storico Siddhartha Gautauma (Shakyamuni) realizzò l'illuminazione, nota anche come Bodhi in sanscrito o pali. 
Secondo la tradizione, Siddhartha aveva di recente abbandonato anni di pratiche estremamente ascetiche e si era deciso a sedere sotto un albero; semplicemente, meditò fino a trovare l'origine del dolore, e come liberarsi da esso.

## Il Gran Risveglio di Shakyamuni
Esistono varie versioni su cosa accadde. Alcune riferiscono che egli fece un voto al nirvana e alla Terra per trovare l'origine della sofferenza, o morì nel tentativo. In altre versioni, mentre era in meditazione fu disturbato e tentato dal dio Māra (letteralmente, "distruttore" in lingua sanscrita), demone dell'illusione. Altre tradizioni affermano solo che egli entrò in stati di meditazione sempre più profondi, confrontando la natura del sé.
Nel Canone pāli ci sono molti discorsi attribuiti al Buddha stesso, in relazione a questa vicenda. Nel Maha-Saccaka Sutta (MN 36), il Buddha descrive la sua illuminazione in tre fasi:
1. Durante la prima veglia della notte, il Buddha scoprì tutte le sue vite passate nel ciclo di nascita-morte, rendendosi conto di essere nato e rinato innumerevoli volte in precedenza.
2. Durante la seconda veglia, il Buddha scoprì la legge del Karma, e l'importanza di vivere secondo il Nobile Ottuplice Sentiero.
3. Durante la terza veglia, il Buddha scoprì le Quattro nobili verità, raggiungendo infine il Nirvana.

Secondo le sue parole:
"Il mio cuore, così conoscendo, così vedendo, fu distaccato dalla fermentazione della sensualità, distaccato dalla fermentazione del divenire, distaccato dalla fermentazione dell'ignoranza. Con il distacco, ci fu la conoscenza. Distaccato mi resi conto che la nascita è finita, la vita santa compiuta, il compito eseguito. Non c'è niente altro in questo mondo."
Tutte le tradizioni concordano sul fatto che mentre la stella del mattino Venere salì nel cielo di prima mattina, durante la terza veglia della notte, Siddhartha infine trovò le risposte che cercava e divenne Illuminato, sperimentando il Nirvana. Avendo fatto ciò, Siddhartha divenne un Buddha o "Risvegliato".

## Celebrazioni del Risveglio del Buddha
L'illuminazione del Buddha è celebrata ogni anno in molti paesi buddisti.

### Giorno del Risveglio
Il Giorno del Risveglio è osservato in molte tradizioni del buddismo Mahāyāna compresi lo Zen e le scuole della Terra Pura in Cina, Corea, Giappone e Vietnam. Nello zen giapponese, è noto anche come Rohatsu. Nella scuola Tendai e in altre correnti giapponesi, viene chiamato anche Shaka-Jōdō-e (釈迦成道会?) o semplicemente Jōdō-e (成道会?).
Le celebrazioni si diversificano secondo le scuole buddiste, ma tutte commemorano il raggiungimento del Nirvana, e cosa esso significhi per il buddismo oggi. I praticanti isolati possono scegliere di ricordare l'evento attraverso una meditazione intensiva, lo studio di testi di dottrina o la recitazione di sutra,, o compiendo gentilezze nei confronti di altri esseri senzienti. Alcuni buddisti lo celebrano con un pasto tradizionale a base di tè, dolci, e letture.

### Rohatsu
La parola Rōhatsu (臘八) è giapponese e alla lettera indica l'ottavo giorno del dodicesimo mese. Tradizionalmente i monaci zen e i praticanti laici, per l'occasione, restano svegli per tutta la notte prima di Rohatsu praticando la meditazione, e la festa è spesso preceduta da un ritiro intensivo o sesshin. Viene osservato secondo il calendario gregoriano l'8 dicembre come effetto dell'occidentalizzazione del Giappone durante la Restaurazione Meiji (1862–1869).

### Vesak
Il Giorno del Risveglio non è popolare quanto il Vesak, in cui si celebra la nascita, l'illuminazione e il parinirvāṇa del Buddha storico.